# Disha Patani
Disha Patani (Bareilly, 13 juni 1992) is een Indiase actrice die voornamelijk in Hindi films speelt.

## Carrière
Patani debuteerde met de Telugu-film Loafer samen met Varun Tej in 2015. Ze speelde de rol van Mouni, een meisje dat van huis rent om aan een gedwongen huwelijk te ontsnappen. In het jaar daarna verscheen Disha in een videoclip, Befikra samen met Tiger Shroff. De clip werd geproduceerd door Bhushan Kumar en Krishan Kumar onder T-Series en gecomponeerd door Meet Bros. Na haar Bollywood-debuut in de sportbiopic MS Dhoni: The Untold Story (2016), speelde ze in de Chinese actiekomedie Kung Fu Yoga (2017), die behoort tot een van de meest winstgevende Chinese films aller tijden. Ze speelde vervolgens de romantische interesse van het mannelijke hoofdpersonage in de commercieel succesvolle Hindi-actiefilms Baaghi 2 (2018), Bharat (2019) en Malang (2020).

## Filmografie
| Jaar | Film                         | Rol             | Notitie                    |
| ---- | ---------------------------- | --------------- | -------------------------- |
| 2015 | Loafer                       | Mouni           | Telugu film                |
| 2016 | M.S. Dhoni: The Untold Story | Priyanka Jha    |                            |
| 2017 | Kung Fu Yoga                 | Asmita          | Chinese film               |
| 2018 | Welcome to New York          |                 | gastoptreden               |
| 2018 | Baaghi 2                     | Neha            |                            |
| 2019 | Bharat                       | Radha           |                            |
| 2020 | Malang                       | Sara Nambiar    |                            |
| 2020 | Baaghi 3                     |                 | in nummer "Do You Love Me" |
| 2021 | Radhe                        | Diya            |                            |
| 2022 | Ek Villain Returns           | Rasika Mapuskar |                            |
| 2024 | Yodha                        | Laila Khalid    |                            |
| 2024 | Kalki 2898 AD                | Roxie           | Telugu film                |
| 2024 | Kanguva                      | Angelina        | Tamil film                 |